# رودریگو گابلو بریتو
رودریگو گابلو بریتو (به پرتغالی: Rodrigo Galo Brito) مدافع اهل برزیل است که در شهر ریو برانکو و در تاریخ ۱۹ سپتامبر ۱۹۸۶ به دنیا آمده‌است.
رودریگو گابلو بریتو در تیم‌های فوتبال Avaí سابقهٔ حضور دارد.